# Kaufentscheidung
Kaufentscheidungen sind in der Wirtschaft und speziell im Marketing die Entscheidungen, die täglich von Privatpersonen, Anlegern, aber auch von Einkäufern von Organisationen getroffen werden und den Kauf von Gütern oder Dienstleistungen zum Gegenstand haben.
Kaufentscheidungen sind ein Teil des Kaufverhaltens. In der Umgangssprache, aber auch in der wirtschaftlichen Fachsprache, wird der Begriff „Kaufentscheidung“ oft aus sprachökonomischen Gründen gleichbedeutend mit den Begriffen „Kaufentscheidungsprozess“ bzw. „Kaufentscheidungsfindung“ verwendet. Damit wird deutlich, dass die Kaufentscheidung die finale Handlung in einem vorausgegangenen Entscheidungsprozess darstellt.
Kaufentscheidungen sind im weiteren Sinne der gesamte Entscheidungsprozess von der Wahrnehmung eines Produkts oder einer Dienstleistung bis zu deren Erwerb. Im engeren Sinne wird unter Kaufentscheidung lediglich das Zustandekommen des Kaufentschlusses verstanden. Wie jede andere Entscheidung wird auch die Kaufentscheidung aufgrund vorliegender Informationen unter Beachtung übergeordneter Ziele (persönlicher Ziele bei Privathaushalten, Unternehmensziele bei Unternehmen) getroffen. Die allgemein für Entscheidungen erforderlichen mindestens zwei Handlungsalternativen können im Kauf teurerer (Luxusgüter) oder preiswerterer (Billigwaren) Kaufobjekte, Kauf anderer Marken oder in anderen Läden bestehen; die Alternative „kein Kauf“ kommt bei einer Kaufentscheidung nicht vor. Informationen können Marktdaten über das Kaufobjekt sein (Bedarf, Kaufrisiko, Knappheit, Marktpreis, Lieferqualität, Lieferzeit, Warentests, Werbung), aber auch Empfindungen oder Reize (wie Durst oder Hunger). Die Vielzahl der Informationen (Informationsüberflutung, Reizüberflutung) wird durch selektive Wahrnehmung auf nur wenige, die der Kaufentscheidung letztlich zugrunde gelegt werden, reduziert.

## Arten
Allgemein wird zwischen folgenden Kaufentscheidungen unterschieden:
- Die impulsive Kaufentscheidung ist durch eine geringe gedankliche Steuerung, verbunden mit starken Reizen, emotionaler Aufladung oder affektivem Genuss gekennzeichnet (Spontankauf).[5]
- Die habituelle oder habitualisierte Kaufentscheidung beruht auf Gewohnheiten und läuft weitgehend automatisiert ab. Auch hier ist die gedankliche Steuerung und auch die psychische Aktivierung gering (Ladentreue, Lieferantentreue, Markentreue).
- Bei der vereinfachten (limitierten) Kaufentscheidung erfolgt die Produktwahl mittels bewährter Entscheidungskriterien (englisch evoked set; etwa Höhe des Preises, Zielerfüllung). Die gedankliche Steuerung und die psychische Aktivierung beeinflussen die Kaufentscheidung kaum (etwa Kauf von Lebensmitteln wie Convenience Food, Getränken oder Waren des täglichen Bedarfs).
- Die extensive Kaufentscheidung stellt für den Konsumenten einen Lernprozess mit langer Entscheidungsdauer dar, der mit einer hohen gedanklichen Steuerung und hoher psychischer Aktivierung einhergeht. Diese Entscheidungsart kommt bei Kaufentscheidungen vor, die mit einer hohen finanziellen Belastung wegen der Höhe des Kaufpreises verbunden sind (Autokauf, Kauf einer Immobilie).

Wiederholt sich eine Kaufentscheidung im Zeitablauf, so kann dies durch wiederholte habituelle, vereinfachte oder extensive Entscheidungen bewältigt werden.
Außerdem kann noch zwischen rationaler und emotionaler Kaufentscheidung unterschieden werden, je nachdem, ob ihr das Rationalprinzip oder eher Emotionen zugrunde liegen. Rationale Entscheidungsgrundlage ist etwa der Nutzwert (Privatpersonen) oder die Gewinnchance (Händler), während bei der emotionalen der Konsum als Gefühl oder das Produkt als Statussymbol im Vordergrund stehen. Emotionen sind Reaktionen auf einen Reiz, „können angenehm oder unangenehm, mehr oder weniger bewusst empfunden und bewertet werden und sind von zeitlich begrenzter Dauer“.
Diese Arten können in folgenden Zusammenhang gebracht werden:
| Kaufobjekt                        | Emotion | Verstand | Art der Kaufentscheidung         | Kaufpreis |
| --------------------------------- | ------- | -------- | -------------------------------- | --------- |
| Glühwein auf dem Weihnachtsmarkt  | hoch    | niedrig  | Spontankauf                      | niedrig   |
| Lebensmittel des Alltags          | niedrig | niedrig  | habitualisierte Kaufentscheidung | niedrig   |
| Einfamilienhaus                   | hoch    | hoch     | extensive Kaufentscheidung       | hoch      |
| Kapitalanlage, Lebensversicherung | niedrig | hoch     | limitierte Kaufentscheidung      | hoch      |

Der Entscheidungsträger einer Kaufentscheidung setzt bei seiner Entscheidung sowohl Emotionen als auch Verstand ein. Was von beiden überwiegt, wird primär durch das Kaufobjekt und dessen Kaufpreis bestimmt.
Die Art der Kaufentscheidung hängt allgemein von Kaufrisiko, Kaufintensität und externen Kaufanreizen ab. Bei hohem Kaufrisiko informieren sich die Verbraucher vorher über die Qualität und das Preis-Leistungs-Verhältnis. Ist dabei die Kaufhäufigkeit gering, gibt es eine extensive Kaufentscheidung, bei hoher Kaufhäufigkeit eine limitierte Kaufentscheidung. Ist das Kaufrisiko gering und es gibt keinen externen Anreiz, kommt es zur habitualisierten Kaufentscheidung, ein vorhandener externer Anreiz führt bei geringem Kaufrisiko zu einem Impulskauf. Kaufhäufigkeit ist die Intensität, mit der in einem bestimmten Zeitraum dieselben Produkte/Dienstleistungen erworben werden. Ein externer Kaufanreiz besteht darin, dass von außen auf den Kunden einwirkende Reize (Rabatte, reizvolle Auslagen, Sonderangebote, Zeitdruck oder das persönliche Ziel, sich Schnäppchen nicht entgehen zu lassen) die Kaufentscheidung beeinflussen. Begünstigt werden Impulskäufe durch künstliche Knappheit („nur heute im Angebot“, „nur noch drei Stück vorhanden“), geschickte Platzierung der Waren (an Kontaktstrecken und an der Kasse) oder Sonderangebote.

## Involvement
Kaufentscheidungen werden auch nach dem Grad des Involvements unterschieden, das der Käufer einem Kaufobjekt entgegenbringt. Kaufentscheidungen mit hohem Involvement sind besonders wichtig, so dass eine umfassende Informationssuche und Informationsverarbeitung und eine sorgfältige Abwägung stattfindet. Bei niedrigem Involvement macht sich der Käufer wenig oder gar keine Gedanken. Die Gegenüberstellung von Kaufentscheidung und Kaufmotiven ermöglicht auch die Zuordnung von Produkten:
| Kaufentscheidung      | negatives Kaufmotiv             | positives Kaufmotiv          |
| --------------------- | ------------------------------- | ---------------------------- |
| niedriges Involvement | Diätbier, Kopfschmerztabletten  | Bier, Süßwaren               |
| hohes Involvement     | Computer, Versicherungsverträge | Pauschalreisen, Designermode |

Kopfschmerztabletten sollen Kopfschmerz beseitigen und sind deshalb ein negatives Kaufmotiv. Versicherungsverträge verhindern Risiken oder Schäden, eine Entscheidung über den Abschluss eines Versicherungsvertrags erfordert deshalb umfassende Vorbereitung.

## Prozessablauf
Die Art der Kaufentscheidung hängt von Kaufrisiko, Kaufhäufigkeit und externen Kaufanreizen ab. Bei hohem Kaufrisiko informieren sich die Verbraucher vorher über die Produktqualität/Dienstleistungsqualität und das Preis-Leistungs-Verhältnis. Ist dabei die Kaufhäufigkeit gering, gibt es eine extensive Kaufentscheidung, bei hoher Kaufhäufigkeit eine limitierte Kaufentscheidung. Ist das Kaufrisiko gering und es gibt keinen externen Anreiz, kommt es zur habitualisierten Kaufentscheidung, ein vorhandener externer Anreiz führt zu einer impulsiven Kaufentscheidung. Ein externer Anreiz besteht darin, dass von außen auf den Kunden einwirkende Reize (reizvolle Auslage, Zeitdruck oder das persönliche Ziel, sich Schnäppchen nicht entgehen zu lassen) die Kaufentscheidung beeinflussen. Begünstigt werden Impulsivkäufe durch künstliche Knappheit („nur heute im Angebot“, „nur noch drei Stück vorhanden“), geschickte Platzierung (an der Kasse) oder Sonderangebote. Zu den impulsiven Kaufentscheidungen gehören Rabatte, Sonderangebote, Schnäppchen, Frühbucherrabatte oder last-minute-Reisen.
Das Kaufverhalten und der Kaufentscheidungsprozess sind das Ergebnis eines komplexen Zusammenwirkens kultureller, sozialer, persönlicher und psychologischer Faktoren. Der Kaufentscheidungsprozess beginnt mit der Problemerkennung (Bedarf), es folgen Informationssuche, Informationsverarbeitung, Bewertung der Alternativen, Bildung von Präferenzen, Kaufentscheidung und der Kaufakt als solcher. Wird die Kaufentscheidung aufgeschoben (etwa wegen Leapfrogging), so beginnt später der Kaufentscheidungsprozess erneut.

## Kaufmotive und Kaufbeschränkungen
Verbraucher treffen Kaufentscheidungen im Regelfall mit der Absicht, die Kaufobjekte dauerhaft zu gebrauchen, zu nutzen oder zu verbrauchen. Betriebszweck der Handelsstufen im Handel (Großhandel, Einzelhandel, Versandhandel) ist dagegen der Wiederverkauf der Handelswaren, so dass hier Kaufentscheidungen durch Einkäufer lediglich temporären Charakter besitzen. In der Produktionswirtschaft ist dies bei Verarbeitungsstufen der Fall, deren Kaufentscheidung mit dem Ziel der Weiterverarbeitung in der Vorfertigung von Vorleistungsgütern verbunden ist.
Für manche Kaufobjekte gibt es bei einer Kaufentscheidung eine Genehmigungspflicht durch Dritte, so etwa die Verschreibungspflicht von Arzneimitteln und Medizinprodukten durch Ärzte (§ 48 Arzneimittelgesetz) oder die Geeignetheitserklärung von Finanzprodukten durch Kreditinstitute bei der Anlageberatung von Privatanlegern (§ 64 Abs. 4 WpHG). Eine Kaufentscheidung ist nicht möglich, wenn ein Erwerbsverbot besteht wie etwa bei Hehlerware (§ 259 StGB) oder bei Produktpiraterie, deren Waren der Beschlagnahme unterliegen (§ 142a PatG). Beim seltenen Wiederkauf darf der Verkäufer das Kaufobjekt vom Käufer durch einseitige Erklärung zurückkaufen (§ 456 BGB), so dass eine Kaufentscheidung von anderen Käufern nicht möglich ist. Beim gerichtlichen Erwerbsverbot des § 938 ZPO aus einstweiliger Verfügung handelt es sich um ein Verbot, einen bestimmten Gegenstand zu erwerben; entsprechend ist eine Kaufentscheidung hierbei nicht möglich.

## Folgen und Ziele
Eine Kaufentscheidung ist mit wirtschaftlichen und rechtlichen Konsequenzen verbunden, denn das die Kaufentscheidung treffende Wirtschaftssubjekt wird hierdurch zum Käufer, der mit einem Verkäufer einen Kaufvertrag (oder sonstigen Vertrag) schließt und unter anderem den Kaufpreis zu zahlen hat. Als Gegenleistung erhält er vom Verkäufer das Kaufobjekt. Als Kaufobjekt kommen materielle Güter wie Waren aller Art und immaterielle Güter wie Dienstleistungen oder Rechte in Betracht. Die Zahlung des Kaufpreises mindert das Einkommen oder Vermögen oder erhöht die Schulden des Käufers, was vor allem bei hochwertigen Kaufobjekten oder Dauerschuldverhältnissen der Fall ist. Deshalb gilt als Regel, dass Spontankäufe nur bei geringwertigen Kaufobjekten getätigt werden sollen, während hochwertige Kaufobjekte mit Hilfe extensiver Kaufentscheidungen nach reiflicher Überlegungszeit getroffen werden sollen.
Vom Käufer sind ferner die Lieferungs- und Zahlungsbedingungen zu beachten. Beim Kauf im Präsenzhandel erhält er die Ware Zug um Zug gegen Zahlung des Kaufpreises, den er durch Barzahlung oder unbare Zahlung begleichen kann. Im Versandhandel ist lediglich die unbare Zahlung möglich. Wichtig ist für den Käufer der Gefahrübergang, mit dem das Risiko der Verschlechterung oder des Verlusts der Ware auf den Käufer verbunden ist.
Als weitere Folge der Kaufentscheidung gibt es eine mögliche Kaufreue, einer kognitiven Dissonanz („Nachkaufdissonanz“), die Zweifel an der Richtigkeit einer Kaufentscheidung aufkommen lässt. Werden Kaufentscheidungen überwiegend „aus dem Bauch heraus“ getroffen, schaltet sich nach dem Kauf meist der Verstand wieder ein und ruft rationale Argumente, die gegen die Kaufentscheidung sprechen, auf. Beim Kauf auf Probe hat der Käufer das Recht, seine unter Vorbehalt getroffene Kaufentscheidung innerhalb einer Frist zu widerrufen und dem Verkäufer das Kaufobjekt zurückzugeben. Erst bei Billigung der Kaufsache durch den Käufer oder nach Ablauf der Frist ist die Kaufentscheidung endgültig. Befindet sich ein Käufer der Abgabe seiner Willenserklärung (der Kaufentscheidung) im Irrtum, hat er entweder seine Kaufentscheidung unter einer falschen Annahme getroffen, oder bei der Äußerung seiner Entscheidung unterläuft ihm ein Fehler. In bestimmten, kaufrechtlich geregelten Fällen (Inhaltsirrtum, Eigenschaftsirrtum oder Erklärungsirrtum) hat der Käufer dann das Recht, den Vertrag anzufechten, wodurch die dem Vertrag zugrundeliegende Willenserklärung des Käufers und damit der Vertrag an sich von Anfang an unwirksam werden.
Wie jede Entscheidung unterliegt auch die Kaufentscheidung einem zu beachtenden Ziel (persönliches Ziel bei Privathaushalten, Unternehmensziel bei Unternehmen). Bei Privatpersonen muss die Kaufentscheidung zur Nutzenmaximierung beitragen, bei Unternehmen zur Gewinnmaximierung.

## Verkaufsentscheidung
Bei einem Leistungsaustausch steht der Kaufentscheidung des Nachfragers die Verkaufsentscheidung des Anbieters gegenüber. Letztere ist die Entscheidung des Anbieters eines Kaufobjekts zum Abschluss eines Vertrags. Für diese Entscheidung gilt das über die Kaufentscheidung Gesagte entsprechend. Nur wenn sich die Willenserklärungen von Anbieter und Nachfrager decken, kommt der Vertrag zustande. Eine Verkaufsentscheidung ist nicht immer die Reaktion auf eine vorangegangene Kaufentscheidung, sondern kann auch beispielsweise beim Verkauf von Gebrauchsgegenständen eigenständig durch Wirtschaftssubjekte getroffen werden. Im Handel oder beim Wiederverkäufer ist die Verkaufsentscheidung durch den Betriebszweck vorbestimmt.